# Nick Jr.
Nick Jr. este un canal de televiziune pentru copiii preșcolari. Din 1 octombrie 2010, canalul este prezent și pe piața românească, ale cărui programe se adresează copiilor preșcolari cu vârste cuprinse între 2 și 5 ani. Acesta este al doilea canal pentru copii lansat de Paramount Global în România, după Nickelodeon. De la lansare canalul nu a fost localizat în română însă din 28 martie 2015 este difuzat în limba română. La data de 8 noiembrie 2017, Nick Jr. este disponibil și la RCS & RDS (Digi TV). Din 4 decembrie 2017 difuzează și reclame.
Serialele și filmele Nick Jr. sunt traduse în limba română de studiourile Fast Production Film, Audio Design Digital Art, VSI Net Studios Solutions (doar sezonul 5 din Max și Ruby) și Iyuno-SDI Group România (în trecut BTI Studios, Zone Studio Oradea) (doar sezoanele 1 - 4 din Purcelușa Peppa).